# Henri Briffaut
Pour les articles homonymes, voir Briffaut.
Henri Briffaut, né le 30 juillet 1857 à Wattrelos (Nord) et décédé le 21 juin 1938 dans la même ville, est un homme politique français.

## Biographie
Henri-Jean-Baptiste Briffaut nait le 30 juillet 1857 à Wattrelos, hameau du Beke, de Jean-Baptiste-Henri, tisserand et d'Élise-Joseph Carrette, tisserande.
Il est l'aîné de sept enfants. Il quitte l'école laïque à 13 ans pour rentrer dans le monde du travail.
Il fait le même métier que ses parents et va l'exercer jusqu'à ses trente et un ans. Il suit en même temps les cours du soir de manière assidue. 
il effectue un service militaire de quatre ans en tant que musicien. 
En 1888, il ouvre un cabaret à proximité de la frontière belge. 
L'établissement comprend une vaste salle propice aux réunions utiles à ses activités syndicales et politiques tandis que cette profession lui procure l'indépendance qu'il recherche pour mener celles-ci. Le cabaret devient le centre de la vie syndicale et politique sur Wattrelos.  
Il entre dès sa jeunesse au Parti ouvrier français et milite activement au sein de ce parti tout en étant correspondant du journal socialiste L'Égalité.  
Il épouse à Wattreloos le 7 avril 1902 Juliette-Joseph Meeschaert.
Conseiller municipal  de Wattrelos en 1896, constamment réélu, il est maire en 1912 (premier maire socialiste de la ville), conseiller d'arrondissement de Lille de 1892 à 1896 et de 1901 à 1904, conseiller général du Nord  pour le canton de Roubaix Nord depuis 1906, il est député du Nord de 1924 à 1928, inscrit au groupe SFIO. Il échoue à se faire réélire en 1928
Pendant l'occupation allemande lors de la Première Guerre mondiale, il se signale par son attitude courageuse et digne. Elle lui vaut d'être interné plusieurs mois dans un camp de prisonniers en Allemagne. 
il est arrêté en avril et juin 1915 pour avoir refusé de fournir la liste des indigents et avoir conseillé aux ouvriers de ne pas travailler pour l'ennemi, ce qui lui vaut une condamnation a deux mois de cellule en 1916.
Cette même année 1916, il refuse de recenser les hommes de la commune. De nouveau condamné à trois mois de cellule, il est déporté dans le camp d'internement de Holzminden jusqu'en 1917, où il est rapatrié pour raison de santé. Mais interdit de séjourner à Wattrelos, il va à Paris où il retrouve Jules Guesde et Jean-Baptiste Lebas, avec lesquels il œuvre en faveur des évacués et  soldats originaires du Nord.
Après le Congrès de Tours, il reste à la SFIO.
Il meurt à Watrelos le 21 juin 1938, dans sa 81e année. Ses obsèques ont lieu le samedi 25 juin 1938.
En tant que maire de Wattrelos, il joue un rôle décisif dans la modernisation de la ville socialement défavorisée et sous-équipée : développement de la ville par les efforts menés en matière d'assainissement, d'installation de l'eau potable, de l'extension de l'éclairage au gaz et de l'électricité, de la voirie (pavement des rues, fossés remplacés par des trottoirs), développement scolaire...

## Distinctions
Son attitude pendant la Première Guerre mondiale lui vaut d'être cité à l'Ordre de la nation en 1918.
- Chevalier de la Légion d'honneur (décret du 11 août 1936)[7].

## Postérité
Une rue de Wattrelos porte son nom de même qu'une école maternelle.